# Aires Sousa
Aires Rodrigo da Encarnação Sousa (sinh ngày 17 tháng 9 năm 1998) là một cầu thủ bóng đá người Bồ Đào Nha thi đấu cho FC Džiugas, ở vị trí tiền đạo.

## Sự nghiệp bóng đá
Vào ngày 10 tháng 12 năm 2017, Aires có màn ra mắt cho Sporting Covilhã trong trận đấu tại LigaPro 2017–18 trước União Madeira.